# Парижское
Парижское (укр. Паризьке) — село,
Суданский сельский совет,
Первомайский район,
Харьковская область.
Код КОАТУУ — 6324587005. Население по переписи 2001 года составляет 95 (45/50 м/ж) человек.

## Географическое положение
Село Парижское находится между реками Берека и Орелька (4 км).
В 4-х км расположен город Первомайский.
Через село проходят автомобильная дорога Т-2107 и железная дорога, станция Платформа 878 км.
К селу примыкает небольшой лесной массив.

## История
- 1850 — дата основания.

## Достопримечательности
- Братская могила советских воинов. Похоронено 300 воинов.